# Batalla del Puente de Triana
La batalla del Puente de Triana tuvo lugar el 27 de agosto de 1812 para poder tomar la ciudad de Sevilla en el contexto de la Guerra de la Independencia Española.

## Antecedentes
En 1808 Napoleón Bonaparte invade España y Portugal y nombra rey de España a su hermano, José Bonaparte, como José I. Las tropas francesas toman la península ibérica pero no les es posible tomar la ciudad de Cádiz, a donde se traslada la capital de España. El Reino Unido ve con temor la expansión de Napoleón por Europa y deciden dar a España apoyo militar, firmado el Tratado Apodaca-Canning. El fracaso de Napoleón en las campañas de España y Rusia será la causa principal de la caída del I Imperio francés. El caso de España le daría a Inglaterra una gran ventaja para el siglo XIX, dándole la posibilidad de haber entrenado a sus tropas en una guerra real sobre el terreno.
Una vez tomada Sevilla por los franceses el 1 de febrero de 1810, el mariscal francés Nicolas Jean de Dieu Soult asimiló la imposibilidad de tomar Cádiz y decidió levantar el asedio de Cádiz y San Fernando para reconducir sus tropas a Sevilla, más al norte, donde reforzarían las tropas ya existentes.

## La batalla de Sevilla
Soult decidió establecer su cuartel general en Sevilla, en el palacio Arzobispal, situado en la plaza Virgen de los Reyes. Mientras Soult coordinaba a las tropas en Sevilla y proseguía con el expolio de obras de arte, las tropas españolas lanzan en julio de 1812 una gran ofensiva desde Huelva cosechando victorias con la ayuda de británicos y portugueses. Una de las plazas que se ocupó en esa ofensiva fue La Palma del Condado, a 50 kilómetros de Sevilla. Allí un grupo de españoles forma la División Cruz.
A los aliados se les unió John Downie, un aventurero escocés que había formado un ejército privado de extremeños, la Leal Legión Extremeña, para combatir en la guerra de la Independencia apoyando al futuro duque de Wellington. Downie usaba la espada de Pizarro, que le fue cedida por el marqués de la Conquista y entabló un vínculo muy especial con su legión, a la que uniformó a semejanza de los tercios españoles de la época de Carlos V.
El casco urbano de Sevilla estaba situado en su mayor parte al este del río Guadalquivir, encontrándose al oeste solamente el barrio de Triana que estaba unido al resto de Sevilla por el puente del mismo nombre.
En las primeras horas del día 27 de agosto las tropas aliadas estaban llegando a Castilleja de la Cuesta, en la Comarca del Aljarafe, pueblo limítrofe con la ciudad. En Castilleja tienen el primer encontronazo serio con los franceses, que intentaban detener el avance español. Esta contingencia se saldó con una victoria española gracias a la División Cruz.
La comarca del Aljarafe limita al Noreste con Sevilla en la zona de la Vega de Triana, una extensión junto al río Guadalquivir, que se encuentra a 5 kilómetros al este de Castilleja de la Cuesta. Al ver Soult que los españoles se dirigían a la Vega de Triana, decide reforzar sus tropas en el Altozano, en Triana y en la entrada del puente de Barcas, para evitar así que tomen el puente que les permitiría cruzar el río y acceder a la ciudad. Hay que tener presente que la batalla tendría lugar en un tiempo estival y que en Sevilla, en agosto, fácilmente se alcanzan los 40 grados centígrados a la sombra.
Los aliados salen de Castilleja y llegan a la Vega en combate continuo y sumando la ayuda de los vecinos. Finalmente, logran llegar al Altozano encontrando a los franceses fuertemente atrincherados. Comienza en ese momento la batalla del Puente de Triana propiamente dicha.
Los aliados intentarían tomar el puente en embestidas, fracasando y sufriendo numerosas pérdidas. Al tercer intento logran desmontar la defensa francesa y toman el puente, provocando la huida de los franceses. Varios franceses se atrincheran en el  Real Alcázar de Sevilla para hacer una última resistencia, pero tras  conseguir rechazar el primer asedio finalmente acabaron rindiéndose al quedarse sin munición.En el contexto de la batalla John Downie cargará contra los franceses a caballo con la espada en la mano y cuando intentaba saltar con su caballo por un hueco en el puente de Triana es herido y abatido del caballo. Antes de ser apresado por los franceses arrojó la espada de Pizarro a los extremeños para evitar que los enemigos se hicieran con ella.
Los franceses se dirigirán al sureste, hasta que fueron expulsados por los españoles el 4 de septiembre de Córdoba, el 17 de Jaén y Granada, para luego ir al norte a Murcia. Los británicos se retiraron a Alcalá de Guadaíra, municipio sevillano abandonado por los franceses, para tomar el control de la villa y descansar. El teniente coronel John Scrope Colquitt murió varios días después de tifus.
El lugar del puente es hoy donde se encuentra el puente de Isabel II, edificado en 1852, y más conocido como puente de Triana. El Altozano se configura hoy como una plaza pública en el lado oeste del puente.